# Grenelefe, Florida
Grenelefe, Florida (енгл. Grenelefe) насељено је место без административног статуса у америчкој савезној држави Флорида.

## Демографија
По попису из 2010. године број становника је 1.752.
| Група             | 2000.    | 2010.         |
| Белци             | 0 (0,0%) | 1.396 (79,7%) |
| Афроамериканци    | 0 (0,0%) | 162 (9,2%)    |
| Азијати           | 0 (0,0%) | 17 (1,0%)     |
| Хиспаноамериканци | 0 (0,0%) | 172 (9,8%)    |
| Укупно            | 0        | 1.752         |